# ناجي جلول
ناجي جلول (17 أكتوبر 1957) ولد بالبقالطة من ولاية المنستير، سياسي وأستاذ جامعي تونسي وكلف منصب وزير التربية في حكومة الحبيب الصيد وحكومة يوسف الشاهد.

## النشأة والمسيرة
أستاذ في التاريخ الإسلامي في جامعة منوبة، تلقى دراسته الأولى في تونس ثم أكمل دراسته العليا في السوربون.
عضو مؤسس للجنة الوطنية للتاريخ العسكري وعضو مؤسس للمجلة التونسية للتاريخ العسكري.لديه العديد من المؤلفات أهمها «التحصينات الساحلية لايالة تونس في العهد العثماني» و«الرباطات البحرية بأفريقية في العصر الوسيط» وعشرات المقالات حول التاريخ العسكري والتحصيّنات والمعاقل والمعارك في العصر الوسيط.
كان عضو في المكتب السياسي لحزب الجمهوري، قبل أن يستقيل من هذا الموقع في سبتمبر 2013. وفي فيفري 2014 أعلن ناجـي جلّـول عن انضمامه إلى حركة نداء تونس.

## الحياة الشخصية
متزوج من مدرّسة وله بنتان. وهو من محبي نادي النجم الرياضي الساحلي.